# Albert Champoudry
Albert Alphonse Champoudry (8. maj 1880 i Paris – 23. juni 1933 smst) var en fransk atlet som deltog i OL 1900 i Paris.
Champoudry vandt en sølvmedalje i atletik under OL 1900 i Paris. Han var med på det franske hold som kom på en andenplads i holddisciplinen 5000-meter-løb efter et Blandet hold bestående af atleter fra Storbritannien og Australien. De andre på holdet var Henri Deloge, Jacques Chastanié, André Castanet og Gaston Ragueneau.